# Skrivnost neznane ženske
Skrivnost neznane ženske (angleško Another Woman) je ameriški dramski film iz leta 1988, ki ga je režiral in zanj napisal scenarij Woody Allen. V glavni vlogi nastopa Gena Rowlands kot profesorica filozofije, ki po nesreči sliši zasebno analizo neznanke in ugotovi, da so neznankina obžalovanja in obup iz analize prebudila nekaj osebnega v njej. Allen je več elementov povzel po Ingmarja Bergmanu, posebej po njegovem filmu Divje jagode iz leta 1957.
Sodobni kritiki so film ocenili naklonjeno. Tim Robey iz časopisa The Daily Telegraph ga je opisal kot »enega Allenovih najkrajših, najmanj smešnih in najboljših«.  Revija Time Out ga je po anketi izbrala za trinajsti najboljši Allov film. Na strani Rotten Tomatoes je prejel oceno 63%.

## Vloge
- Gena Rowlands kot Marion Post
- Ian Holm kot Ken Post
- Mia Farrow kot Hope
- Blythe Danner kot Lydia
- Betty Buckley kot Kathy
- John Houseman kot Marionin oče
- Sandy Dennis kot Claire
- Frances Conroy kot Lynn
- Philip Bosco kot Sam
- Martha Plimpton kot Laura
- Harris Yulin kot Paul
- Gene Hackman kot Larry Lewis
- David Ogden Stiers kot mladi Marionin oče